# José Sánchez González
José Sánchez González (ur. 30 października 1934 w Fuenteguinaldo) – hiszpański duchowny rzymskokatolicki, w latach 1991-2011 biskup Sigüenza-Guadalajara.

## Życiorys
Święcenia kapłańskie przyjął 5 kwietnia 1958. 15 stycznia 1980 został mianowany biskupem pomocniczym Oviedo ze stolicą tytularną Rubicon. Sakrę biskupią otrzymał 19 marca 1980. 11 września 1991 objął rządy w diecezji Sigüenza-Guadalajara. 2 lutego 2011 przeszedł na emeryturę.